# Gottröra församling
Gottröra församling är en församling i Roslagens västra pastorat i Upplands södra kontrakt i Uppsala stift i Svenska kyrkan. Församlingen ligger i Norrtälje kommun i Stockholms län.

## Administrativ historik
Församlingen har medeltida ursprung.
Församlingen utgjorde under medeltiden ett eget pastorat för att därefter till 1962 vara annexförsamling i pastoratet Närtuna och Gottröra. Från 1962 till 1972 annexförsamling i pastoratet Skepptuna, Lunda, Närtuna, Gottröra, Vidbo och Husby-Långhundra. Från 1972  annexförsamling i pastoratet Rimbo, Rö, Husby-Sjuhundra, Skederid, Fasterna, Närtuna och Gottröra och där från 2008 Husby, Skederid och Rö församling ersatt dessa tre fristående församlingarna. Från 2018 ingår församlingen i Roslagens västra pastorat.
I Gottröra utspelades den svenska medeltidens enda egentliga kätteriprocess. Bonden Botulf, som sagt att han inte kunde tro på brödets förvandling till Kristi lekamen i mässoffret och som för övrigt förklarade sig ovillig att äta Frälsarens kött, överlämnades år 1311 till de världsliga myndigheterna för att som djävulens lem brännas på bål. 

## Kyrkor
- Gottröra kyrka